# Fullerton, California

Thành phố Fullerton, California

Fullerton, California là một thành phố toạ lạc tại phía Bắc Quận Cam, California. Theo điều tra dân số 2010, thành phố có tổng dân số 135.161. Nó được thành lập vào năm 1887 bởi George và Edward Amerige và đặt tên là George H. Fullerton. Trong lịch sử thành phố là một trung tâm nông nghiệp, đặc biệt là nhiều trang trại trồng cam của Valencia và các cây họ cam quýt khác, dầu khí được khai thác, vận chuyển và sản xuất. Thành phố là nơi đống trụ sở của một số tổ chức giáo dục, đặc biệt là Đại học tiểu bang California, Fullerton.

## Địa lý
Thành phố Fullerton cách trung tâm Los Angeles khoảng 40 km về phía Đông Nam và cách quận lỵ Santa Ana 18 km về phía Tây Bắc. Thành phố có độ cao trung bình là 150 feet (46 m) và cách Thái Bình Dương 18 km về phía Đông Bắc. Fullerton có khí hậu Địa Trung Hải, với nhiệt độ trung bình là 62,2 độ F (16,8 °C).
Theo Cục Điều tra Dân số Hoa Kỳ, thành phố có tổng diện tích 22,4 dặm vuông (58 km2). 22,4 dặm vuông (58 km2) của nó là đất và 0,01 dặm vuông (0.026 km2) của nó (0,05%) là nước.
Fullerton được bao bọc bởi La Habra và Brea ở phía Bắc, La Mirada ở phía Tây Bắc, Buena Park ở phía Tây, Anaheim về phía nam, và Placentia về phía đông.